# Église catholique en Tchéquie
L'Église catholique en Tchéquie (en tchèque : Římskokatolická církev v Česku), désigne l'organisme institutionnel et sa communauté locale ayant pour religion le catholicisme en Tchéquie.
L'Église en Tchéquie est organisée en deux provinces ecclésiastiques, qui ne sont pas soumises à une juridiction nationale au sein d'une église nationale mais qui sont soumises à la juridiction universelle du pape, évêque de Rome, au sein de l'« Église universelle ».
Les 14 provinces répartissent 8 diocèses (deux archidiocèses métropolitains et six diocèses), qui rassemblent toutes les paroisses situées en Tchéquie.
En étroite communion avec le Saint-Siège, les archevêques et évêques des diocèses en Tchéquie sont membres d'une instance de concertation, la Conférence épiscopale tchèque. L'archevêque de Prague est le primat de Tchéquie.
Depuis 1948, la Tchéquie n'a plus de religions d'État ni officielles. L'Église catholique est autorisée par la Charte des droits et libertés fondamentales de la Tchéquie qui garantit la liberté de culte : la loi peut limiter la liberté de religion en cas de menaces contre « l'ordre public, la santé et la moralité, ou les droits et libertés d'autrui».
L'Église catholique est la communauté religieuse comptant le plus de fidèles en Tchéquie.

## Histoire

### Évangélisation (880 - 1402)
En 880, à la cour de Grande-Moravie, l'évêque de Sirmium, saint Méthode, baptise le duc de Bohême, Bořivoj Ier avec sa femme Ludmila. Dès son retour dans son duché, le duc Bořivoj Ier entreprend de diffuser la foi catholique et construit l'église de Levy Hradec et de celle de Notre-Dame au château de Prague. Le duché est admis parmi les états ouest-européens.
Les moines et les prêtres, qui savent lire et écrire, apportent les premiers livres (en latin). D'importantes églises sont construites, avec des ateliers d'écriture, enluminure et reliure où l'on fabrique les livres à la main. Les moines copistes et les écrivains publics commencent à recopier les textes avec des plumes d'oie sur des supports en parchemin. Les livres sont remplis d'illustrations superbes et servent souvent à répandre la culture religieuse ou laïque. Les vies des saints et les chroniques témoignant des événements importants ou des actions remarquables des gouvernants de l'époque se multiplient.
En 935, le duc Venceslas de Bohême est assassiné par son frère Boleslav puis est béatifié. Depuis, Saint Venceslas est le patron de la Bohême. La ville de Prague devient le centre du pouvoir et un évêché y est instauré en 973.
L'Église catholique se développe surtout au XVIe siècle, siècle grâce à l'influence des Habsbourg qui s'établissent à la tête du royaume de Bohême.

### La Bohême protestante contre les Habsbourg catholiques (1402 - 1945)

#### SousVenceslasIV(1376 – 1419)
En 1402, à la suite des prêches de Konrad von Waldhausen (de) et Jan Milíč (en), le recteur de l'université de Prague, Jan Hus ayant découvert les œuvres du théologien anglais John Wyclif, par l’intermédiaire des étudiants anglais de l’université Charles de Prague, est nommé prédicateur à la chapelle de Bethléem, créée à Prague par un marchand.
Protégé par l’archevêque et le roi, Hus y prêche avec succès une réforme de l’Église, en défendant la pauvreté absolue de l’Église, en rejetant beaucoup d’éléments de la pratique religieuse et en ne gardant que l’autorité et l'interprétation individuelle de la Bible, qu’il entreprend de traduire en tchèque.
Ses prêches rencontrent un large écho dans le public, mais défendant une autonomie tchèque nationale des affaires ecclésiastiques au détriment de l'autorité impériale, germanique et de la papauté, elles menacent l'unité germano-tchèque et provoquent l'ire de la hiérarchie catholique.
En 1414, pour mettre fin au grand schisme qui divise l'Occident entre le pape de Rome et l'anti-pape d'Avignon depuis 1378, un concile catholique est organisé à Constance. Le concile convoque Jean Hus et le 6 juillet (jour férié depuis le XXe siècle) 1415, Hus, est brûlé vif sur un bûcher pour « hérésie » puis en 1416 son ami, Jérôme de Prague subit le même sort.
Le 30 juillet 1419, une pierre qui aurait été lancée depuis l'hôtel de ville de la Prague sur une procession hussite menée par le prédicateur Jan Želivský, déclenche une révolte de grande ampleur. Des protestants pénètrent dans le bâtiment et jettent par la fenêtre sept échevins catholiques sur des lances pointées vers le haut et la foule les achève. La foule s'en prend ensuite aux églises et monastères fidèles à l'Église catholique.

#### Sous SigismondIer(1419 – 1437)
Le 16 août 1419, le roi catholique de Hongrie, Sigismond Ier, devient roi de Bohême. Il entreprend les croisades catholiques pour mater la rébellion hussite, provoquant quinze années de malheurs dans une Bohême fanatisée entre les Hussites, partisans des thèses de Jean Hus, et les Catholiques.
Les quatre articles de Prague (cs) (principe d’une vraie réforme restaurant le christianisme primitif) deviennent prétexte à des abus et donnent lieu à des affrontements à l’intérieur du camp hussite.
En 1436, les compactata (accords) du concile de Bâle, garantissant une certaine tolérance doctrinale à l'aile modérée rebelles hussites qui les acceptent à la diète de Jihlava, mettent fin aux croisades catholiques contre les rebelles hussites, mais entraînent la guerre avec les Taborites.

#### Sous MaximilienIer(1564 – 1576)
En Bohême, les utraquistes (ou hussites) deviennent les Frères moraves (ou Frères tchèques) au XVIe siècle.
Devenus majoritaires en 1575, ils publient la confession de Bohême qui s'oppose à la foi catholique.

#### SousRodolpheII(1576 – 1611)
Le roi de Hongrie, Rodolphe II, devient empereur en 1576, et impose la réforme catholique (contre-reforme). Les Frères tchèques et leurs représentants sont excommuniés par le pape et leur culte interdit : on brûle leurs temples et détruit leurs livres.
Déterminé à unifier toute la chrétienté, Rodolphe entreprend une croisade contre les Turcs musulmans en 1593. Mais en 1604, aidé par les Turcs, un noble protestant hongrois, Étienne Bocskai, lance le soulèvement de Bocskai et s'empare de la Transylvanie puis en 1605 de la Transdanubie. En 1605, Rodolphe étant malade mentalement, cède à son frère Matthias, le contrôle des affaires hongroises notamment celles des rebelles protestants de Hongrie. Le résultat en est la paix de Vienne signée le 23 juin 1606 entre Rodolphe et le prince de Transylvanie, Étienne Bocskai. Malgré l'opposition ferme de Melchior Klesl, évêque catholique de Vienne, la paix garantit les droits et privilèges en matière constitutionnelle et religieuse en Transylvanie et en Hongrie royale (actuelle Slovaquie). La liberté religieuse et confessionnelle est établie, notamment pour les protestants. Ainsi, à Sopron (Hongrie), l'accord reconnaît l'autorité des Hongrois luthériens sur la ville ; en Transylvanie, les Calvinistes obtiennent la tolérance religieuse.
Tandis que Rodolphe se prépare à entamer une nouvelle croisade contre les Turcs, les députés de la Diète à Presbourg (Bratislava) réclament pour eux aussi vers la fin 1607, l'égalité des droits des Églises, réformées et catholiques. Matthias rejoint les Hongrois mécontents à Presbourg puis en Moravie. En échange de la promesse de tolérance religieuse, les Hongrois et les Moraves forment une armée dirigée par Matthias qui marche sur Prague en avril 1608.
Mais Rodolphe promet de satisfaire aux exigences des protestants de la Bohême, aussi celle-ci reste du côté de Rodolphe. Ne pouvant conquérir la Bohême, Matthias est contraint de signer la paix de Libeň avec Rodolphe en juin 1608. Rudolf parvient à garder la Bohême, et Matthias garde la Hongrie, l'Autriche et la Moravie.
Le 19 novembre 1608, Matthias est couronné roi de Hongrie. Pour avoir aidé Matthias contre Rodolphe, István Illésházy (hu) devient le premier palatin protestant de Hongrie.
Pour avoir soutenu Rodolphe contre Matthias, les protestants de Bohême reçoivent la liberté religieuse en 1609, par le décret appelé « lettre de majesté » dans lequel Rodolphe reconnait la liberté de culte aux protestants dont les hussites. Leurs conversions forcées à la foi catholique est interdite et un collège arbitral composé de 30 Défenseurs de la Foi est institué : 10 bourgeois, 10 chevaliers et 10 représentants du ban seigneurial de Bohême, dont le comte protestant Heinrich Matthias von Thurn.
Pour porter renfort à son oncle Rodolphe, l'évêque de Passau, Léopold V d'Autriche-Tyrol, forme une armée de 10 000 mercenaires, les Kriegsvolk (litt. gens de guerre) ou « guerriers » de Passau, sous le commandement de Laurentius Ramée (de) en décembre 1610. En janvier 1611, les guerriers quittent Linz et pénètrent le 30 janvier 1611 en Bohême où ils occupent dès le 3 février les villes de Krummau et Budweis. Dans cette dernière, qui leur sert de base, ils ont causé de cruelles atrocités, dévastations et pillages.
Au milieu du mois de février 1611, le commandant Ramée et sa troupe se rendent à Prague, où il prétend venir au secours de Rodolphe. Cependant, craignant pour leurs libertés, le comte protestant von Thurn et les citoyens de Prague se défendent. Le comte von Thurn dirige la Ständearmee dans la lutte contre les guerriers de Passau qui parviennent à envahir et dévaster la ville basse de Prague (de) et de Hradschin.
Pour obtenir de l'aide contre Rodolphe, les protestants de Bohême font alors appel à Matthias qui marche sur Prague à la tête d'une armée. À la demande de la population de Prague, l'armée de Matthias s'installe dans Prague après que le commandant Ramée se soit enfui à Budweis le 11 mars 1611.
Les succès remportés dans les combats en Bohême contre Rodolphe, dans lesquels les troupes de Matthias sont restées pratiquement sans pertes, rendent célèbre l’art de Passau (de).
Matthias enferme Rodolphe dans son château de Prague jusqu'à ce qu'il lui cède la couronne de Bohême en avril 1611 (Matthias en est couronné le 23 mai).

#### Sous MatthiasIer(1611 – 1617)
En juin 1611, l'évêque de Passau, Léopold, se soumet à Matthias, les guerriers de Passau sont dissous et son commandant Laurentius Ramée sera décapité par l'épée en 1613. Le 11 novembre 1611, Rodolphe abdique avant de mourir le 20 janvier 1612.
L'évêque de Vienne, Melchior Klesl, est nommé à la tête du conseil privé de l'empereur Matthias. Contrairement aux années précédentes, où Klesl s'était distingué en tant que contre-réformateur zélé, l'évêque espère parvenir à un compromis entre les États catholiques et protestants au sein du Saint-Empire romain germanique afin de le renforcer.

#### SousFerdinandII(1617 – 1619)
Mais en 1617, l'inflexible et intransigeant archiduc catholique Ferdinand est élu roi de Bohême et va immédiatement s'opposer à la lettre de majesté de Rodolphe et à la politique de conciliation de Matthias et du frère de ce dernier, Maximilien. Ferdinand entreprend la catholicisation à grande échelle de la Bohême et s'efforce de restreindre les prérogatives des parlements, s'aliénant les chambres élues. Le 5 mars 1618, la ligue catholique ferme un temple protestant à Broumov et rase un temple sur les terres de l'archevêché à Hrob.
Les nobles protestants s'assemblent et adressent à l'empereur Matthias une lettre de remontrances ; pour toute réponse, Matthias fait interdire le parlement.
Le 23 mai 1618, des aristocrates protestants se rendent au château de Prague pour rencontrer les gouverneurs catholiques. Les protestants tiennent un tribunal improvisé dans une salle situé à 17 mètres du rez-de-chaussée et défenestrent le gouverneur impérial Jaroslav Borsita von Martinic (de), puis le gouverneur impérial  Wilhelm Slavata (de) et enfin le secrétaire des gouverneurs, Philippe Fabrizius. Un des protestants crie : « Nous allons voir ce que votre Marie peut pour vous ! ». Cependant, Martinic se met à bouger : « Par Dieu, sa Marie l’a sauvé ! ». Mais pour les protestants, c'est le tas de fumier qui est la cause du miracle. Les protestants leur tirent dessus sans les toucher. Martinic et Fabrizius s’enfuient en courant. Slavata est emporté inconscient.
L'archiduc Maximilien, voyant que l'évêque de Vienne, Melchior Klesl, ne parvient pas à inciter Matthias, vieux et malade, à prendre des mesures énergiques contre les rebelles protestants, révise sa politique de conciliation religieuse et emprisonne Klesl au château d'Ambras dans le Tyrol. La rébellion protestante marque le paroxysme de la fronde de l'aristocratie protestante de Bohême contre l'empire catholique des Habsbourg qui conduit à la guerre de Trente Ans.
La quête de liberté religieuse des aristocrates protestants de Bohême, cause première de la rébellion, trouve peu d'écho chez les bourgeois et les paysans du royaume de Bohême. Les princes protestants agissent de leur propre chef, sans les représentants des autres classes. En vain, ils cherchent un appui non seulement militaire, mais aussi financier, pour compenser l’isolement qui affecte leur insurrection en nouant des contacts avec l’Union Évangélique, les Provinces-Unies et les presbytériens d’Angleterre. Seule la Moravie se rallie le 2 mai 1619 aux insurgés protestants.
Les aristocrates protestants, n'hésitent pas à s'en prendre aux jésuites et à confisquer les propriétés des catholiques pour financer leurs troupes.

#### SousFrédéricV(1619 – 1620)
Le 19 août 1619, l'électeur palatin calviniste Frédéric V chasse le roi Ferdinand II du trône de Bohême puis le 26 août 1619, la diète des États tchèques l'élit roi de Bohême. Deux jours plus tard, le 28 août, le roi déchu, Ferdinand est élu empereur.
L'armée du comte protestant Heinrich Matthias von Thurn tente sans succès d’assiéger Vienne, le 5 juin et le 26 septembre 1619.

#### SousFerdinandII(1620 – 1637)
À l'automne 1620, la Sainte ligue envahit puis s'empare de la Bohême. Le 8 novembre, l'empereur Ferdinand II affronte et vainc Frédéric V au lieu-dit la Montagne Blanche. Ferdinand reprend la couronne de Frédéric V qui est exilé. La défaite des armées protestantes marque la mise sous tutelle définitive du royaume de Bohême aux catholiques Habsbourg. La noblesse tchèque (largement protestante) est décimée, ses propriétés réparties entre les généraux vainqueurs (Bucquoy, Tilly, Wallenstein). Certains préferent l'exil, comme Jan Amos Komenský, l'une des grandes figures de l'Église protestante tchèque (dite fraternelle). Le comte protestant von Thurn fuit en Transylvanie et plus tard en Turquie. En 1621, 27 protestants sont exécutés.
La Bohême, à 90 % protestante, est alors massivement convertie (souvent de force) à la foi catholique dans le mouvement de la contre-réforme, lequel aura pour conséquence de parsemer Prague d'églises baroques et la campagne tchèque, de monastères.
Dans la mémoire collective tchèque, cette époque est appelée « la période des ténèbres ». En 1627, la nouvelle constitution du royaume, ratifiée à Vienne, rend la religion catholique exclusive.

#### SousJosephII(1764 – 1790)
Les Tchèques doivent attendre les réformes de Joseph II (1764 – 1790), catholique anticlérical, pour bénéficier de l'édit de Tolérance religieuse. Sitôt maître absolu, Joseph II fait des réformes religieuses, inspirées de l'Aufklärung (litt. « éclaircissement »), elles consistent à soumettre l'Église à l'État : réduction du nombre de séminaires, suppression de congrégations et d'ordres contemplatifs jugés inutiles, tolérance à l'égard des chrétiens non catholiques…
Ces réformes inquiétèrent si fortement le Saint-Siège que le pape Pie VI fait en personne le voyage depuis Rome pour inciter l'empereur à revenir sur ses intentions.

#### Sous Alexander von Bach (1848 – 1859)
La période du ministre Alexander von Bach (1848 – 1859) qui s'appuie sur quatre armées : « une armée de soldats debout, une armée de fonctionnaires assis, une armée de prêtres agenouillés et une armée de lèches-bottes rampants » est marquée par un favoritisme vis-à-vis de l'Église catholique à la suite du concordat d'août 1855 avec le Vatican : l'État confie à l'Église catholique le contrôle de l'éducation et de la vie de la famille.
En décembre 1851, l'empereur suspend la constitution de 1848, ne gardant plus que l'égalité devant la loi, l'abolition du servage, la liberté religieuse et la décentralisation locale.

#### Après la première guerre mondiale (1918)
En 1910, plus de 90% de la population est catholique.
L'indépendance de la Tchécoslovaquie, en 1918, marque une soif de changement au sein d'une frange de l'Église catholique, trop liée pour beaucoup au défunt empire austro-hongrois.
Une partie classée à gauche du clergé entreprend alors de fonder une Église nationale, détachée du Saint-Siège, et reprenant l'héritage hussite. Elle naît le 8 janvier 1920, fortement appuyée par le pouvoir en place, s'appelant d'abord Église tchécoslovaque, puis  Église tchécoslovaque hussite .

### Après la seconde guerre mondiale: le communisme (1945)
En 1945, l'Armée rouge libère la Tchéquie de l'occupant nazi, mais à la suite du changement des limites territoriales des frontières, les Allemands-Autrichiens des Sudètes, pour la plupart catholiques, se sont retrouvés à l'intérieur de la Tchécoslovaquie, et ont été expulsés, réduisant la présence de l'Église.
Dès 1948, l'Église catholique subit la répression des communistes arrivés au pouvoir. Ces derniers confisquent toutes les propriétés de l'Église et persécutent de nombreux prêtres : églises saisies, prêtres emprisonnés ou exécutés.
Certains offices sont cependant permis lorsque menés par des prêtres étroitement encadrés, payés par l'État et surveillés par la police secrète.
Contrairement à la Pologne où l'Église catholique joue un rôle de premier plan, ce sont les intellectuels qui s'engagent à Prague contre l'attitude répressive du gouvernement communiste et pour une société plus juste et plus démocratique. Le Manifeste des 2000 mots et la Charte 77 signé en décembre 1976, reflètent cet engagement.
Après la Révolution de velours (1989), certains monastères et églises sont restitués mais pas dans leur intégralité ni les autres propriétés d’antan.
En 2008, un projet de loi de dédommagement financier de l'Église par l’État est approuvé par le gouvernement, mais le Parlement le rejette.

### Accord de 2012
En janvier 2012, un compromis, sous forme de dédommagement financier, aboutit entre le gouvernement et l'Église catholique tchèque dont la figure actuelle la plus importante est le cardinal Dominik Duka.
Le gouvernement tchèque a accepté de payer des indemnités pour des biens saisis par l'ancien régime totalitaire de l'Église. Le plan de compensation doit s'échelonner sur 30 ans.
Dans le cadre de ce plan, les 17 Églises du pays, dont des catholiques, des protestants et des orthodoxes, obtiendraient 56% de leurs anciennes propriétés désormais détenues par l'État — estimées à 75 milliards de couronnes (3,7 milliards de dollars) — et à 59 milliards (2,9 milliards de dollars) en ressources financières.
80 % des fonds et des biens iront à l’Église catholique. L’État cessera aussi progressivement de couvrir ses dépenses au cours des 17 prochaines années.
Cependant, le problème de la propriété de la cathédrale Saint-Guy de Prague persiste.
La conversion progressive du compositeur Miloš Bok à la foi catholique l'a mené à sa vocation de compositeur de musique religieuse. Dans une lettre personnelle de 2006, le pape Benoît XVI a souligné la valeur et l'effet évangélisateur de la musique de Bok. En 2015, la Conférence épiscopale tchèque a décoré Bok pour sa musique liturgique et ses activités pour l'Église Catholique.

## Organisation

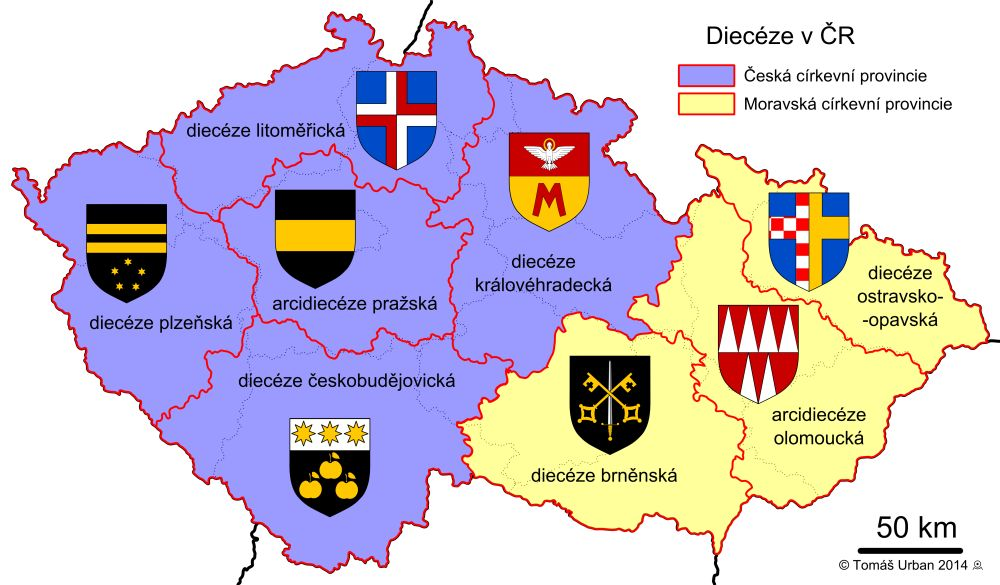
Les diocèses catholiques de la Tchéquie.

L'Église catholique est organisée en huit diocèses (dont deux sont des archidiocèses) répartis en deux provinces ecclésiastiques :
- Province ecclésiastique de Bohême
  - Archidiocèse de Prague
  - Diocèse de České Budějovice
  - Diocèse de Hradec Králové (de)
  - Diocèse de Litoměřice (de)
  - Diocèse de Plzeň (de)
- Province ecclésiastique de Moravie
  - Archidiocèse d'Olomouc
  - Diocèse de Brno (de)
  - Diocèse d'Ostrava-Opava (de)

## Statistiques
Lors du recensement de 2011, 10 % de la population déclare être catholiques (1 083 899), 1 % de protestants et 34 % ne pas avoir de religion.

## Source
- (cs) Cet article est partiellement ou en totalité issu de l’article de Wikipédia en tchèque intitulé « Římskokatolická církev v Česku » (voir la liste des auteurs).